# Акопян Армен Антонович
Арме́н Анто́нович Акопя́н (нар. 15 січня 1980, Запоріжжя) — український футболіст. Етнічний вірменин.

## Біографія
Вихованець запорізької СДЮШОР футбольного клуба «Металург» (Запоріжжя). Починав свою професійну кар'єру в 1996 році в запорізькому клубі у віці 16 років, з 1998 по 2002 роки також виступав за другу команду. За першу команду запорожців в той час відіграв 185 матчів в основному складі і забив 15 м'ячів. Став автором першого м'яча запорожців в єврокубках, забивши гол у ворота мальтійської «Біркіркари».
В кінці 2006 року Акопян як вільний агент перейшов в донецький «Металург», з яким уклав контракт на три роки. Після того як Олександра Севідова на тренерському містку замінив Анхель Алонсо, Армен втратив місце у складі і в наступне трансферне вікно перейшов у «Кривбас», також як вільний агент. В січні 2007 року повернувся в запорізьку команду, але 1 квітня 2007 року у матчі проти свого попереднього клубу отримав важку травму і вибув на рік. Через деякий час клуб розірвав контракт з гравцем за обопільною згодою. Коли Акопян відновився після травми, то протягом двох трансферних вікон побував на оглядинах у «Зорі», «Волині», рідному «Металурзі», а також в Казахстані у «Іртиші». Перед стартом сезону 2009/2010 Акопяну вдалося влаштуватися у друголіговій «Полтаві». Зігравши півроку за полтавську команду, Армен відгукнувся на пропозицію колишнього тренера «Металурга» (Запоріжжя) Анатолія Юревича і перейшов в казахстанський клуб «Ордабаси». Відігравши в Казахстані трохи більше ніж півроку Акопян повернувся в рідне Запоріжжя, де протягом півроку приділяв увагу сім'ї. Після цієї паузи перейшов в клуб «Миколаїв».
Перед стартом сезону 2011/12 перейшов в краматорський «Авангард». Зіграв перше коло, але потім залишив команду.
Під 17-м номером увійшов у список 50 найкращих гравців усіх часів команди «Металург» (Запоріжжя) за версією сайту Football.ua.

## Титули та досягнення
- Фіналіст Кубка України: 2006 р.

### Статистика виступів
Станом на 10 квітня 2013 року
| Сезон     | Клуб                     | Ліга                 | Чемпіонат | Чемпіонат | Кубок | Кубок | Єврокубки | Єврокубки |
| Сезон     | Клуб                     | Ліга                 | Ігри      | Голи      | Ігри  | Голи  | Ігри      | Голи      |
| --------- | ------------------------ | -------------------- | --------- | --------- | ----- | ----- | --------- | --------- |
| 1996—1997 | «Металург» (Запоріжжя)   | Вища ліга            | 5         | 0         | 0     | 0     | 0         | 0         |
| 1997—1998 | «Металург» (Запоріжжя)   | Вища ліга            | 12        | 1         | 1     | 0     | 0         | 0         |
| 1998—1999 | «Металург» (Запоріжжя)   | Вища ліга            | 29        | 1         | 2     | 0     | 0         | 0         |
| 1998—1999 | «Металург-2» (Запоріжжя) | Друга ліга (група В) | 3         | 0         | 0     | 0     | 0         | 0         |
| 1999—2000 | «Металург» (Запоріжжя)   | Вища ліга            | 25        | 1         | 4     | 1     | 0         | 0         |
| 1999—2000 | «Металург-2» (Запоріжжя) | Друга ліга (група Б) | 2         | 0         | 0     | 0     | 0         | 0         |
| 2000—2001 | «Металург» (Запоріжжя)   | Вища ліга            | 22        | 3         | 2     | 0     | 0         | 0         |
| 2000—2001 | «Металург-2» (Запоріжжя) | Друга ліга (група Б) | 2         | 0         | 0     | 0     | 0         | 0         |
| 2001—2002 | «Металург» (Запоріжжя)   | Вища ліга            | 16        | 2         | 2     | 0     | 0         | 0         |
| 2001—2002 | «Металург-2» (Запоріжжя) | Друга ліга (група Б) | 5         | 1         | 0     | 0     | 0         | 0         |
| 2002—2003 | «Металург» (Запоріжжя)   | Вища ліга            | 27        | 2         | 2     | 0     | 3         | 1         |
| 2003—2004 | «Металург» (Запоріжжя)   | Вища ліга            | 13        | 0         | 5     | 1     | 0         | 0         |
| 2004—2005 | «Металург» (Запоріжжя)   | Вища ліга            | 21        | 4         | 0     | 0     | 0         | 0         |
| 2005—2006 | «Металург» (Запоріжжя)   | Вища ліга            | 16        | 1         | 2     | 0     | 0         | 0         |
| 2005—2006 | «Металург» (Донецьк)     | Вища ліга            | 8         | 0         | 0     | 0     | 0         | 0         |
| 2006—2007 | «Кривбас»                | Вища ліга            | 12        | 0         | 0     | 0     | 0         | 0         |
| 2006—2007 | «Металург» (Запоріжжя)   | Вища ліга            | 4         | 0         | 0     | 0     | 0         | 0         |
| 2009—2010 | «Полтава»                | Друга ліга (група Б) | 10        | 2         | 2     | 0     | 0         | 0         |
| 2010      | «Ордабаси»               | Прем'єр-ліга         | 5         | 1         | 0     | 0     | 0         | 0         |
| 2010—2011 | «Миколаїв»               | Друга ліга (група А) | 4         | 0         | 0     | 0     | 0         | 0         |
| 2011—2012 | «Авангард» (Краматорськ) | Друга ліга (група Б) | 16        | 1         | 0     | 0     | 0         | 0         |